# Cephalotes solidus
Cephalotes solidus é uma espécie de inseto do gênero Cephalotes, pertencente à família Formicidae.